# Bringstrup Sogn
Bringstrup Sogn er et sogn i Ringsted-Sorø Provsti (Roskilde Stift).
I 1800-tallet var Sigersted Sogn anneks til Bringstrup Sogn. Begge sogne hørte til Ringsted Herred i Sorø Amt. Bringstrup-Sigersted sognekommune var inden kommunalreformen i 1970 med i forsøget på at danne en Fjenneslev Kommune mellem Sorø og Ringsted, men da det måtte opgives, blev Bringstrup-Sigersted indlemmet i Ringsted Kommune.
I Bringstrup Sogn ligger Bringstrup Kirke.
I sognet findes følgende autoriserede stednavne:
- Bringstrup (bebyggelse, ejerlav)
- Egerup (bebyggelse, ejerlav)
- Hjortholmshuse (bebyggelse)
- Lille Svenstrup (ejerlav, landbrugsejendom)
- Lønninge (bebyggelse)
- Skafterup Huse (bebyggelse)
- Ørslev under Skoven (bebyggelse, ejerlav)